# جيري ماسلو
جيري إيسان ماسلو (4 ديسمبر 1959 - 25 أغسطس 1989) كان لاجئًا من جنوب إفريقيا يعيش في إيطاليا، قُتل على يد عصابة من المجرمين. أثرت قضيته بشدة على الرأي العام بشأن العنصرية في إيطاليا وأدت إلى إصلاح التشريع الإيطالي فيما يتعلق بالاعتراف بوضع اللاجئ.
أدى مقتل ماسلو إلى الاعتراف بالحاجة إلى ضمان الحقوق والواجبات المناسبة للمهاجرين، الذين نما عددهم بشكل كبير في الثمانينيات، إذ وصل إلى 600000 بحلول عام 1990 وفقًا لبعض المصادر؛ 1.3 مليون حسب مصادر أخرى. بعد وقت قصير من وفاته، نُظمت في روما أكبر مظاهرة مناهضة للعنصرية في البلاد، وحضرها 200000 شخص. أدى عدم الاعتراف بوضع اللاجئ لمواطني دول خارج أوروبا الشرقية بالحكومة إلى إصدار مرسوم بقانون سريعًا قبل نهاية العام، وتحويله لاحقًا إلى قانون مارتيلي. يعمل القانون باعتباره قانون عفو، ويعترف بوضع الأجانب غير الأوروبيين تحت تفويض مفوضية الأمم المتحدة السامية لشؤون اللاجئين ويزيل «القيد الجغرافي» لطالبي اللجوء السياسي (وقد حُدد بالفعل بموجب اتفاقية جنيف الخاصة باللاجئين لعام 1951). يُنظر إلى وفاة ماسلو على أنها بداية فصل جديد في التعايش متعدد الأعراق في إيطاليا.

## بداية حياته وهجرته
وُلِد جيري ماسلو في عام 1959 في أومتاتا (مثاثا حاليًا في مقاطعة كيب الشرقية بجنوب إفريقيا)، التي كانت بين عامي 1976 و1994 عاصمة ترانسكي، وهي بانتوستان سابقًا (أرض مستقلة اسمياً، حُددت منطقةً للسود خلال الفصل العنصري). عاش هناك في ظروف فقيرة في كوخ مصنوع من الخشب والألواح المعدنية، لكنه تمكن مع ذلك من مواصلة دراسته في المدارس التي كانت «للسود فقط». مات والد ماسلو في أثناء مظاهرة لحقوق السود مع ابنته البالغة من العمر 7 سنوات، التي قُتلت برصاصة طائشة.
كان ماسلو طالبًا نشطًا سياسيًا وكان متعاطفًا مع حركة الحقوق المدنية الجماهيرية للسود (مثل المؤتمر الوطني الأفريقي والجبهة الديمقراطية المتحدة وحركة الوعي الأسود) التي عارضت الفصل العنصري. بعد انقلاب ترانسكي عام 1987، دفع ماسلو زوجته وطفليه للهروب عبر زيمبابوي ووصلوا في النهاية إلى لوساكا (زامبيا) حيث يعيش بعض أفراد عائلته في المنفى.
بمساعدة أحد الأصدقاء، سافر سراً مع شقيقه الأصغر على متن سفينة شحن نيجيرية، مختبئًا في قارب نجاة ويأكل حصص الطوارئ. عندما أصيب شقيقه بالحمى، غادر ماسلو السفينة في بورت هاركورت (نيجيريا) لشراء دواء، لكنه لم يتمكن من الانضمام إلى السفينة قبل أن تواصل رحلتها. لم يتمكن من رؤية أخيه مرة أخرى. بعد أن باع ممتلكاته المتبقية (بما في ذلك ساعة ذهبية من والده) تمكن من شراء تذكرة طائرة إلى روما، حيث هبط في 21 مارس 1988.
فور وصوله إلى إيطاليا، تقدم على الفور بطلب للحصول على اللجوء السياسي لدى السلطات الأمنية. بموجب مبدأ «التقييد الجغرافي»، رُفض طلبه، لأنه بموجب تعليماتهم، لا يمكن طلب اللجوء السياسي إلا من قبل مواطني دول أوروبا الشرقية الذين كانوا يفرون من الأنظمة الشيوعية. وأمام الرفض، طلب ماسلو إجراء اتصال هاتفي مع المقر الإيطالي لمنظمة العفو الدولية، الذي جعله على اتصال بالمفوضية السامية للأمم المتحدة لشؤون اللاجئين. قررت وزارة الداخلية أنه لا يمكن منحه حق اللجوء لأنه ليس هناك قيود جغرافية فحسب، بل كانت هناك أيضًا المشكلات نفسها التي يعانيها معظم أبناء وطنه، أي لم يكن هناك اضطهاد شخصي. تفاوضت المفوضية السامية للأمم المتحدة لشؤون اللاجئين مع وزارة الداخلية، وبعد بضعة أسابيع في زنزانة بالمطار، حصل في النهاية على إذن دخول بوضع اللاجئ المعترف به من قبل الأمم المتحدة ولكن ليس من قبل إيطاليا، لكن إيطاليا لم تجبره على العودة إلى جنوب إفريقيا.
في 3 مايو 1988، رحب مجتمع سانت إيجيديو بماسلو بناءً على طلب منظمة العفو الدولية في «خيمة أبراهام» في طريق فينيزياني في وسط روما. استضافت المنظمة العديد من اللاجئين من مختلف البلدان، ومعظمهم من أفريقيا. تقدم بطلب للترحيل إلى كندا، مبينًا رغبته في لم شمله بزوجته وأطفاله. كان التمثيل الكندي في روما على استعداد لسماع قضيته، ولكن كان هناك العديد من العقبات البيروقراطية التي يجب التغلب عليها. بدأ في تعلم اللغة الإيطالية وعمل في وظائف مؤقتة، وأرسل كل الأموال المتبقية لديه إلى عائلته. في صيف عام 1988، قرر السفر إلى فيلا ليتيرنو"Villa Literno"، بالقرب من نابولي، حيث سمع عن وجود فرص للعمل في حصاد الطماطم.